# Programme empirique du relativisme
Le programme empirique du relativisme ( Empirical Program of Relativism ou EPOR ) est un programme de la sociologie de la connaissance scientifique né du prolongement du « programme fort » initié par David Bloor dans les années 1970. Il a été conçu par le sociologue des sciences Harry Collins à l'université de Bath (ou « École de Bath »). 
L'EPOR tente de montrer la flexibilité interprétative des résultats expérimentaux des sciences. Il a pour objet d'étude privilégié les controverses scientifiques qui résultent de cette flexibilité. Comme il n'existe pas d'expérience cruciale permettant de clore une controverse, ce sont des mécanismes sociaux qui vont imposer une interprétation unique des faits. La négociation a lieu au sein d’un petit groupe de spécialistes (appelé core set) dont les autres scientifiques acceptent les conclusions. Il s'agit donc d'une approche de type microsociologique dont l'intérêt se porte sur le local. Les sociologues participant à l'EPOR enquêtent de préférence sur des cas contemporains, parfois même à la frontière des sciences.